# Северный полярный ряд
Северный полярный ряд (англ. North Polar Sequence) - группа звёзд вблизи Северного полюса мира, для которых точно промеряны фотометрические характеристики. С 1922 и по внедрение в астрономии ПЗС-матриц использовалась в качестве основного фотометрического стандарта.
Северный полярный ряд создавался с 1906 по 1922 гг. во многих крупнейших мировых обсерваториях. Основной вклад в создание каталога внесли обсерватории Маунт Вилсон, Гринвичская и Гарвардская. В окончательный каталог, утвержденный на I съезде Международного Астрономического союза в 1922 году, вошло 96 звезд с фотографическими звездными величинами от 2m,55 до 20m,10 (обозначаются IPg), с точностью ±0m,02. Для 79 из этих звезд также были определены фотовизуальные звездные величины (IPv от 2m,08 до 20m,10) и, таким образом, показатели цвета (обознач. C). Однако, эти величины не были утверждены МАС. С меньшей точностью были определены звёздные величины ещё 617 тусклых звёзд, не вошедшие в каталог.
Впоследствии оказалось, что величины IPg содержат ошибки, доходящие до 0m,19, и фотометрическим стандартом могут быть только звёзды в интервале от 6m до 15m. Однако, официально ошибочные значения исправлены не были.